# Coloane ale ciumei

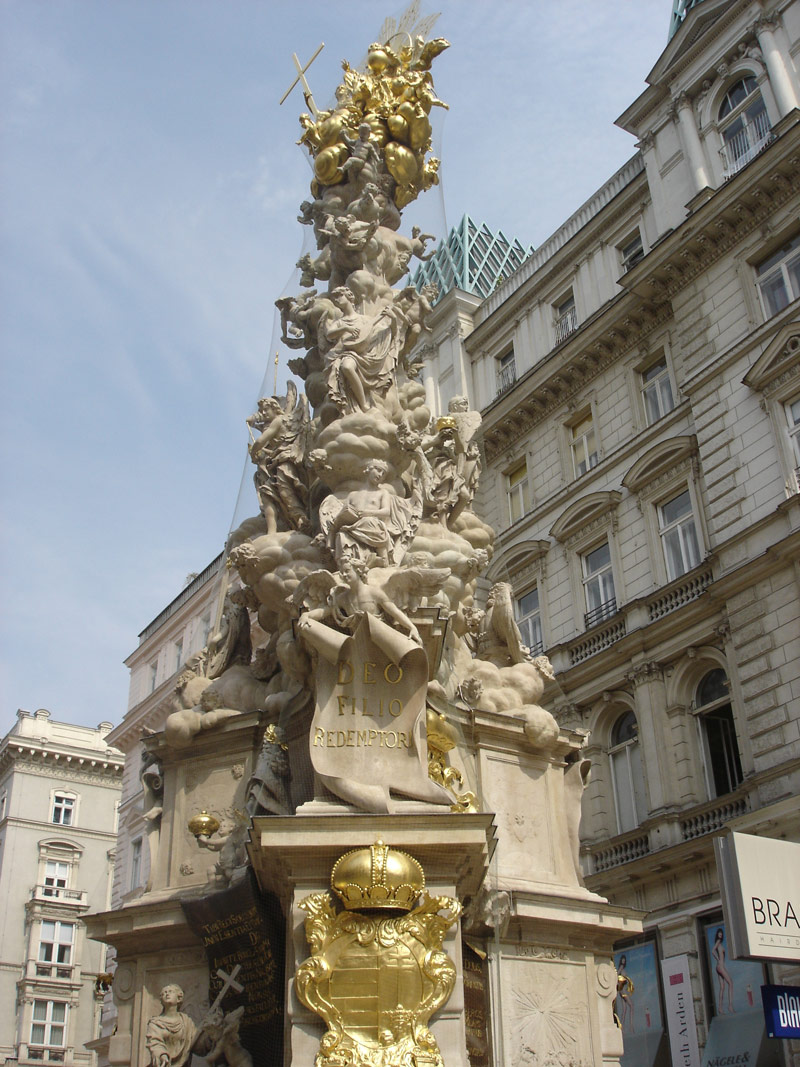
Coloana Ciumei din Viena

Coloanele ciumei (în germană Pestsäulen) sunt monumente caracteristice stilului baroc din spațiul sud-german, edificate în secolul al XVIII-lea în semn de mulțumire pentru eradicarea ultimelor epidemii de ciumă. Prototipul coloanelor ciumei din Imperiul Austriac este Coloana Ciumei din Viena.
Din punct de vedere compozițional sunt decorate cu reprezentări ale Sfintei Treimi, precum și cu reprezentări ale unor sfinți venerați de reforma catolică, în special ale lui Carlo Borromeo, considerat ocrotitor împotriva ciumei.

## Imagini

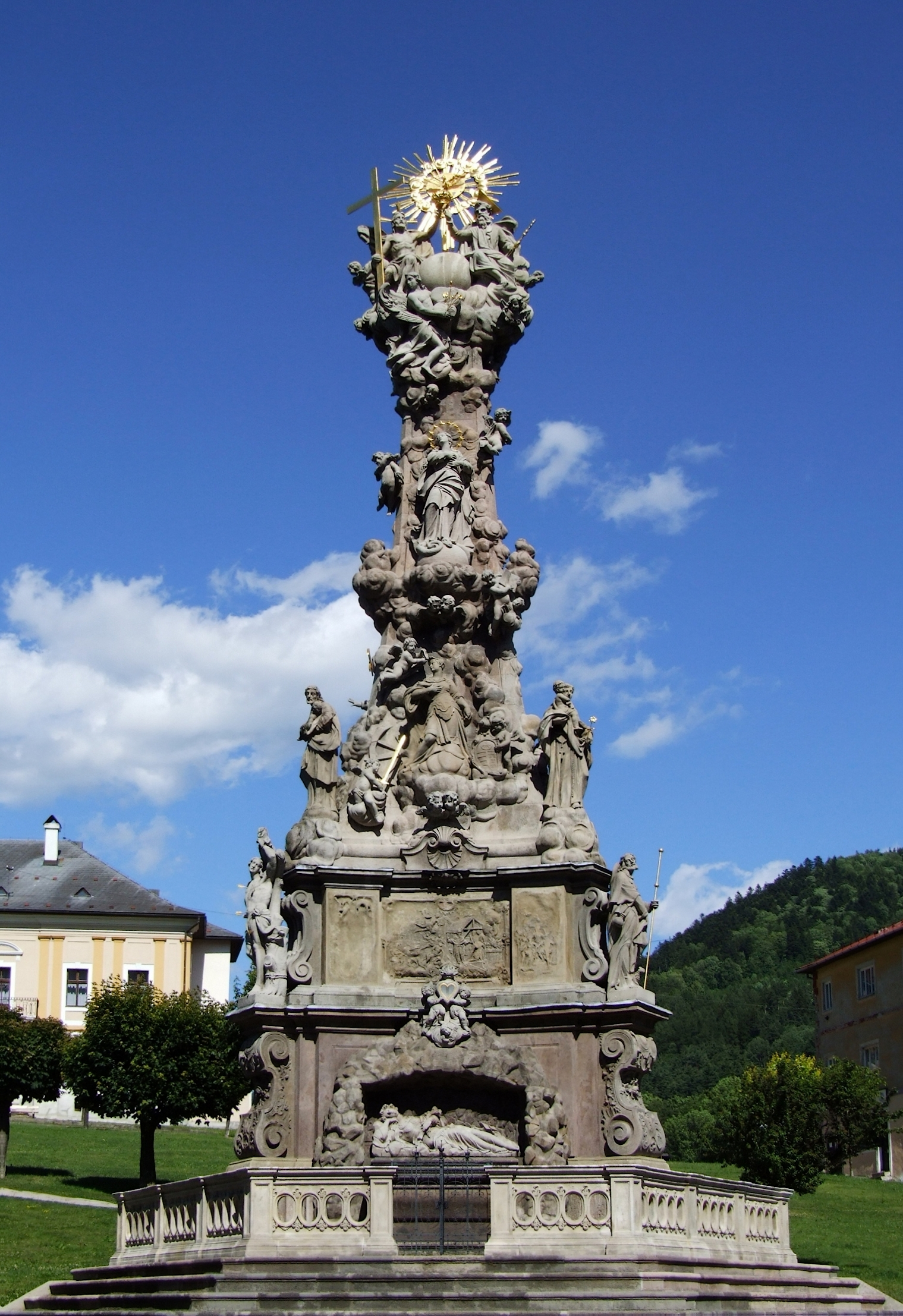
Coloana ciumei din Kremnica, Slovacia
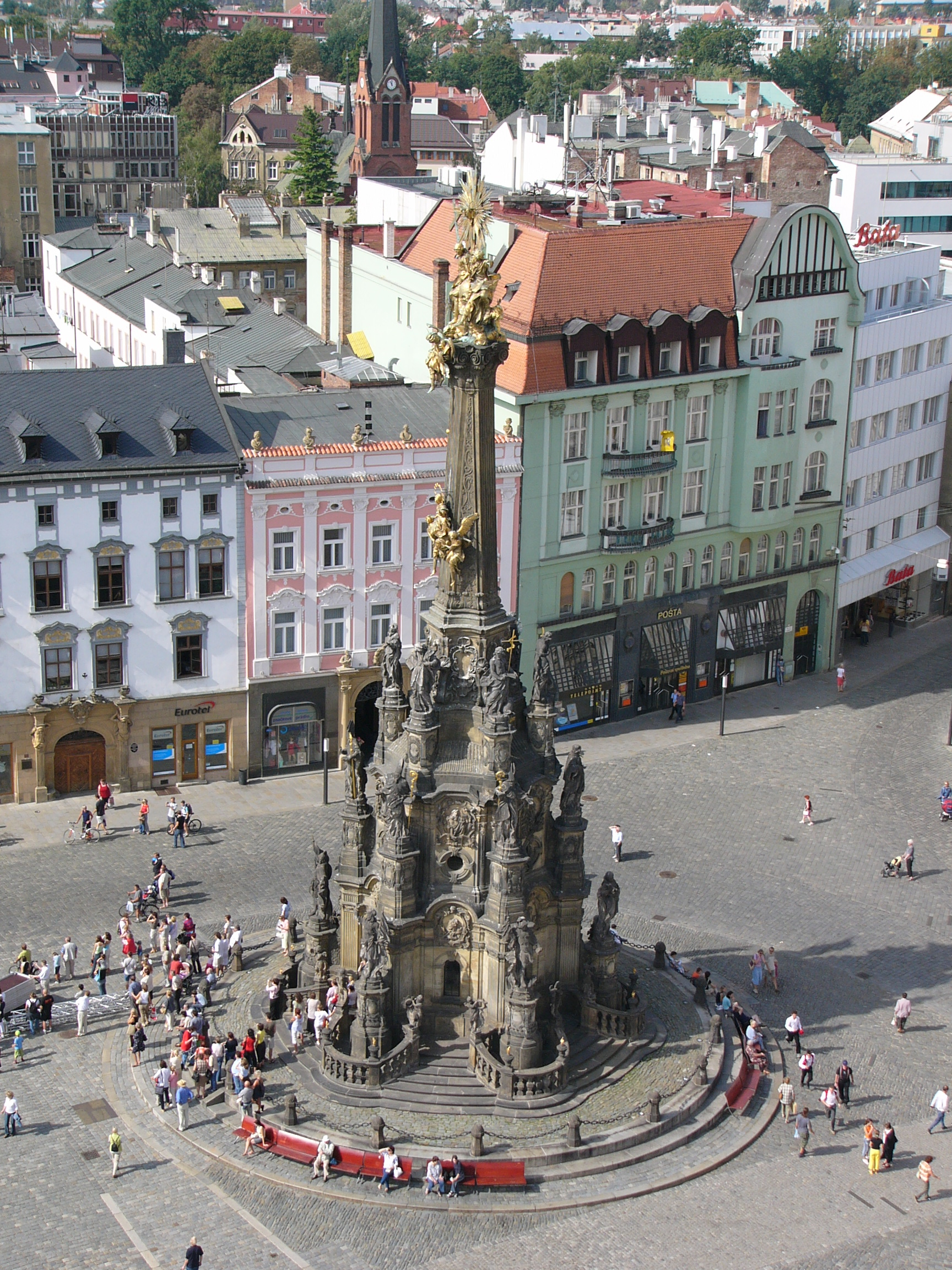
Coloana ciumei din Olomouc, Cehia
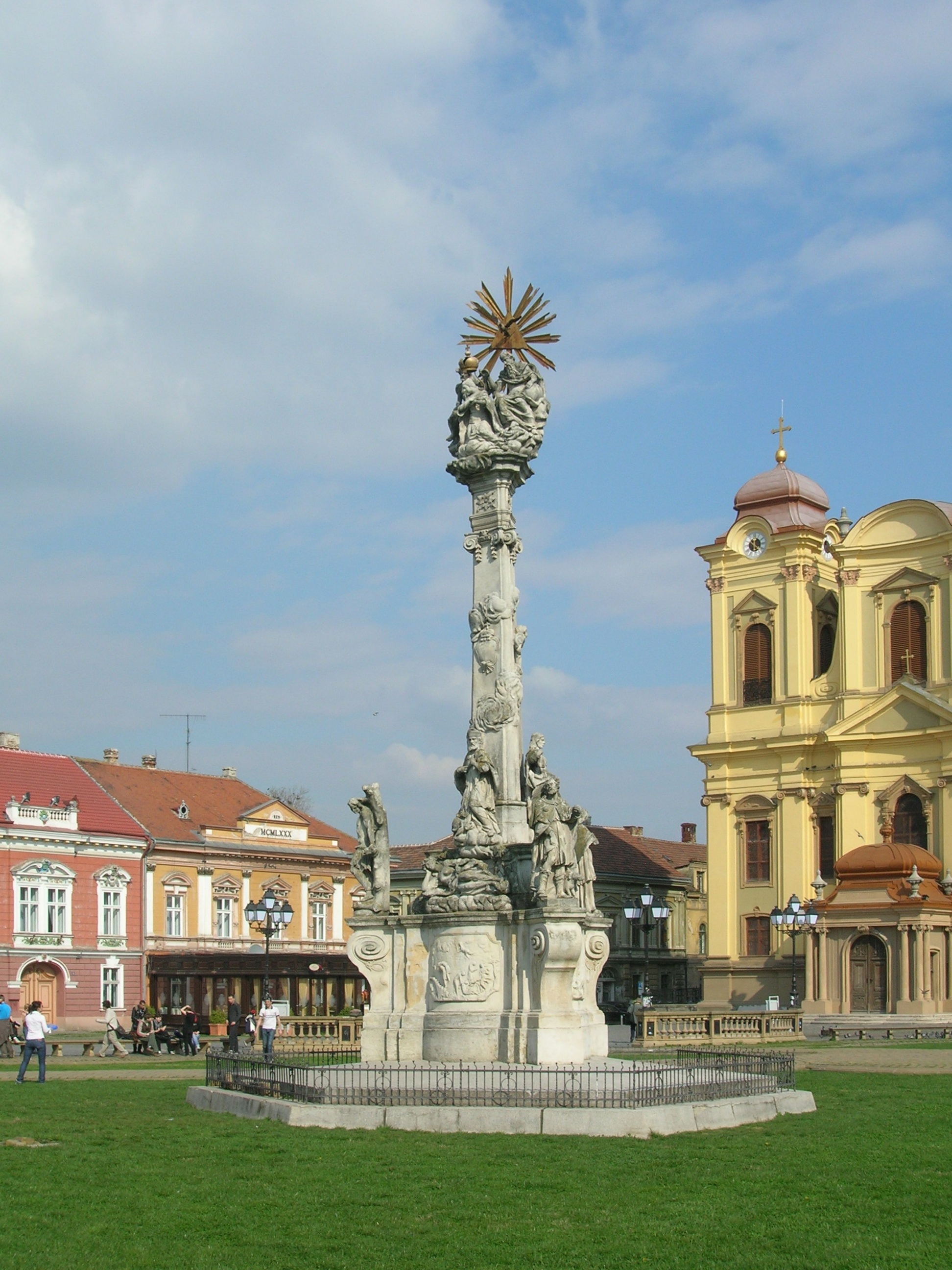
Coloana Ciumei din Timişoara
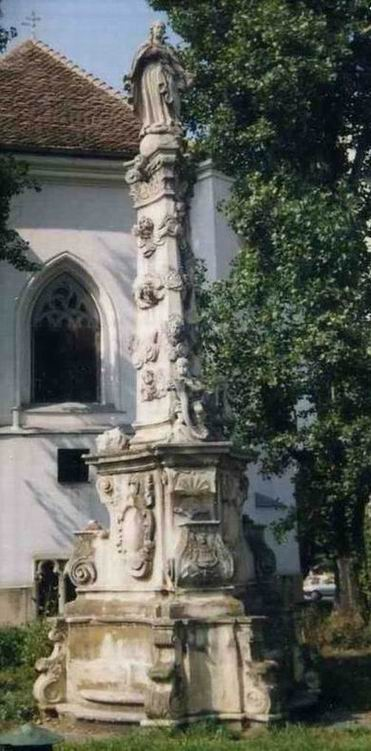
Statuia Preacuratei Fecioare Maria din Cluj